# Lanistes nasutus
Lanistes nasutus é uma espécie de gastrópode  da família Ampullaridae.
Pode ser encontrada nos seguintes países: Malawi e Moçambique.